# Mahadeva
Mahadeva – gaun wikas samiti we wschodniej części Nepalu w strefie Sagarmatha w dystrykcie Saptari. Według nepalskiego spisu powszechnego z 2001 roku liczył on 974 gospodarstw domowych i 5867 mieszkańców (2767 kobiet i 3100 mężczyzn).